# 三和 (墨田区の企業)
株式会社三和（さんわ）は、東京都墨田区に本社を置く、日用品の製造・販売などを行う日本の企業。
1996年にタオルメーカーとして創業して以降、ホテルアメニティやバスアイテム、不織布製品（バッグ・巾着・マスク等）、ハンガー、身だしなみ用品、おみやげ関係など、幅広い商品ラインナップを展開している。
2018年度の販売商品数は1億8000万個にのぼり、ホテル用品の市場シェアの70 - 80％を占める。ホテル業などの関連分野にも事業を展開し、ブランヴェール那須ホテルと那須若喜旅館は傘下子会社の経営管理を行っている。

## 沿革
- 1996年（平成8年）9月18日 - 埼玉県春日部市で設立
- 2002年（平成14年）3月 - 東京都墨田区に本社移転
- 2016年（平成28年）10月15日 - 東京都墨田区江東橋に本社移転
- 2020年（令和2年）2月22日 - 東京都墨田区業平に本社移転

## 展開ブランド
SERAO
- 「38 colors mask」
- 「SERAO mask」

## CM出演者

### 過去
SERAO
- 岸優太（King & Prince）「38 colors mask」（2021年6月3日 - 2022年）

## 提供番組

### 過去
- VS魂（フジテレビ）（ - 2022年3月31日）※「SERAO」提供